# Henry Spencer Palmer
Henry Spencer Palmer, britanski general, vojaški inženir in geodet, * 30. april 1838, Bangalore, † 10. februar 1893.
1. ↑  Dictionary of Canadian Biography, Dictionnaire biographique du Canada — UTP, Presses de l'Université Laval, 1959. — ISSN 0420-0446; 0070-4717